# Circuito Urbano de Riade
O Circuito de Rua de Riade é um circuito de rua localizado na capital da Arábia Saudita, usado para sediar o ePrix de Al-Diriyah do campeonato de Fórmula E da FIA, a Federação Internacional de Automobilismo. Realizou sua primeira corrida em 15 de dezembro de 2018, como a corrida de abertura do Campeonato de Fórmula E de 2018-19 da FIA.

## História
Em maio de 2018, à frente do ePrix de Berlim de 2018, foi anunciado que as equipes da Fórmula E haviam assinado um acordo com o governo da Arábia Saudita, para uma corrida na periferia da capital saudita de Riade, no distrito de Ad Diriyah, durante 10 anos. O projeto foi revelado pela primeira vez em 25 de setembro de 2018 na Província de Diriyah, com o projeto compreendendo uma pista de 2.847 km.

## Traçado
O traçado final da pista foi reduzido para 2.495 km, e possui um 2º setor distinto, com seus cantos apertados sendo exclusivos para a pista no Campeonato de Fórmula E.